# لوس بلانکوس، سالتا
لوس بلانکوس یک دهکده و دهستان در استان سالتا در شمال غربی آرژانتین است.